# Левон Тер-Петросян
Левон Тер-Петросян (на арменски: Լևոն Տեր-Պետրոսյան, на руски: Левон Тер-Петросян) е арменски държавен и политически деец.
Той е първият президент на Армения – от 1991 до 1998 г. Поради икономически и политически проблеми подава оставка на 3 февруари 1998 г., като е наследен от премиера Роберт Кочарян.

## Биография
Роден е в арменско-сирийско семейство на оцелели от геноцид в Халеб, Сирия на 9 януари 1945 г. Те емигрират в Съветска Армения през 1946 г. Завършва Факултета по ориенталистика на Ереванския университет (1968) и аспирантура в Ленинградския университет (1972), а през 1987 г. получава докторска степен в същия университет.
В периода от 1972 до 1978 г. работи като младши научен сътрудник в Института по литература на Армения. От 1978 до 1985 г. заема поста научен секретар в Институт за древни ръкописи „Матенадаран“ в Ереван). От 1985 г. е старши изследовател в „Матенадаран“.
Владее арменски, асирийски, руски, френски, английски, немски и арабски, както и някои изчезнали езици. Автор е на повече от 70 научни публикации на арменски, руски и френски език. Член е на Съюза на писателите на Армения и на Френско-азиатското общество, почетен доктор е на университета в Ла Верн, Софийския университет, Парижкия университет и Университета на Страсбург.
Женен е за Людмила Тер-Петросян. Имат син Давид Тер-Петросян и 3 внуци.

## Политическа кариера
Политическата кариера на Тер-Петросян започва през 1960 г. През 1966 г. е арестуван за активното му участие в демонстрация на 24 април същата година. През февруари 1988 г. застава начело на Карабахския комитет на Матенадаран – група от арменски интелектуалци, признати от много арменци за техни ръководители в края на 1980-те години През май същата година се включва в арменския комитет на движението Карабах. От 10 декември 1988 г. до 31 май 1989 г. е под арест в „Матроская тишина“ (следствен изолатор № 1 в Москва), заедно с останалите членове на комисията Карабах.
През 1989 г. Тер-Петросян е избран за член на Управителния съвет на Арменското национално движение. По-късно става председател на Управителния съвет. На 27 август 1989 г. е избран за председател на Върховния съвет на Арменската съветска социалистическа република и е преизбран на 20 май 1990 г. На 4 август същата година става председател на Върховния съвет на Република Армения.

## Като президент
Тер-Петросян е избран от народа за първи президент на новосъздадената независима Република Армения на 16 октомври 1991 г. и преизбран на 22 септември 1996 г. Преизбирането му обаче е помрачено от обвинения в изборни измами, отчетени от опозицията и поддържани от много международни наблюдатели. Популярността му отслабва още повече, когато опозицията започва да го обвинява за лошото икономическото положение, в което се намира Армения след разпадането на СССР. По-специално не е харесван заради забраната, която налага над партията Арменска революционна федерация, чието ръководство хвърля в затвора на основание, че ръководството ѝ е базирано в чужбина, което е забранено според арменската конституция.

## Оставка
Тер-Петросян е принуден да подаде оставка през февруари 1998 г., след като оправдава компрометиращото уреждане на конфликта Нагорни Карабах, което му действие много арменци считат за подкопаване на тяхната сигурност. Ключови министри на Тер-Петросян, водени от тогавашния министър-председател Роберт Кочарян, отказват да приемат плана за мир за Нагорни Карабах, предложен от международни посредници през септември 1997 г. Приетият от Тер-Петросян и Азербайджан т.нар. „план за поетапно уреждане на конфликта“ е причината да се отложи споразумението за статута на Нагорни Карабах. Това е споразумение за връщане на Азербайджан на повечето, контролирани от Армения, азербайджански територии около Нагорни Карабах и вдигането на арменските блокади от Азербайджан и Турция.

## Завръщане
След като подава оставка, Тер-Петросян се появява рядко в обществото и избягва контакт с медиите. Въпреки това се появяват спекулации, че той ще се кандидатира за президент на Армения на изборите през февруари 2003 г. Вместо това посвещава времето си на научни изследвания. В периода 2005 – 2007 г. Тер-Петросян публикува 2 тома от историко-политическите си изследвания „Кръстоносците и арменците“.
На 21 септември 2007 г. в Ереван, по случай 16-годишнината от обявяване на независимостта на Армения, Тер-Петросян държи първата си публична реч от близо 10 години В тази реч той е доста критичен към Кочарян. Впоследствие на 26 октомври 2007 г. в реч в Ереван Тер-Петросян официално обявява кандидатурата си за президентските избори през 2008 г. Обвинява правителството на Кочарян за ширещата се корупция, включваща кражбата на „най-малко 3 или 4 млрд. долара“ през последните 5 години Той е критичен и към твърденията на правителството за силен икономически растеж и заявява, че решението, което Кочарян и неговият министър-председател Серж Саркисян са намерили по проблема с Нагорни Карабах, всъщност е същото решение, което той е предложил 10 години по-рано.
След завръщането му на политическата сцена, зад него застават редица опозиционни партии, в това число и Народната партия на Армения (водена от Степан Демирчян), Арменската републиканска партия (водена от Арам Саркисян), Социалдемократическата партия, „Азадакрум“ – движение за Жирайр Сефилян, партията „Ново време“ и партията „Наследство“ (водена от Рафи Ованисян).

### Протести
Окончателните резултати от изборите, проведени на 19 февруари 2008 г., официално поставят Тер-Петросян на 2-ро място с 21,5% от гласовете. Тогава той и неговите привърженици обвиняват правителството във фалшифициране на изборите. Започвайки на 20 февруари, той води непрекъснати протести, включващи десетки хиляди негови поддръжници в Ереван. В ранните сутрешни часове на 1 март, според свидетелства за огнестрелни оръжия в лагера, властите нахлуват, за да разгледат внимателно палатките, създадени от демонстрантите. Правоохранителните агенти насилствено разпръскват стотиците протестиращи в лагер. Тер-Петросян е поставен под домашен арест, не му е разрешавано да напуска дома си, макар че властите по-късно отричат твърденията. Няколко часа по-късно десетки хиляди протестиращи се събират на площад „Миясникян“, за да протестират срещу акта на правителството. Полицията, притисната от размера на тълпата, се отказва да се противопоставя. Президентът Кочарян в 17 ч. обявява извънредно положение, като той позволява на армията да се премести в столицата. През нощта хилядите демонстранти правят барикади, използвайки реквизирани общински автобуси. В резултат на престрелка с полицията загиват 10 души.
През 2011 г. Тер-Петросян отново има водеща роля по време на протестите, които избухват в Армения като част от вълна от многобройни конфликти. Като лидер на опозиционния блок на Арменския национален конгрес, образуван 2 години преди избухването на протестите, Тер-Петросян обвинява президента Серж Саркисян, избран на изборите през 2008 г., че е „нелегитимен“, и призовава за освобождаване на политическите затворници, за оставката на правителството, както и за пълно разследване на насилието, което отнема живота на 10 негови поддръжници през 2008 г.

## Правителствени ръководители
- Вазген Манукян (13 август 1990 – 22 ноември 1991)
- Гагик Арутюнян (22 ноември 1991 – 30 юли 1992)
- Хосров Арутюнян (30 юли 1992 – 2 февруари 1993)
- Грант Багратян (2 февруари 1993 – 4 ноември 1996)
- Армен Саркисян (4 ноември 1996 – 20 март 1997)
- Роберт Кочарян (20 март 1997 – 9 април 1998)